# 같은 시간, 내년에
《같은 시간, 내년에》(영어: Same Time, Next Year)는 미국에서 제작된 로버트 멀리건 감독의 1978년 로맨틱 코미디 드라마 영화이다. 1975년 초연된 브로드웨이 연극이 원작이며, 이 연극에 출연해 1975년 제29회 토니상 연극 부문 여우 주연상을 수상했던 엘런 버스틴이 영화에서도 동일 배역을 맡았다. 앨런 알다가 상대역으로 출연하였다.
1979년 제51회 아카데미상에서 여우 주연상, 각색상, 촬영상, 주제가상 후보에 올랐다. 제36회 골든 글로브상에서 버스틴이 뮤지컬·코미디 영화 부문 여우 주연상을 받았으며, 주제가상, 뮤지컬·코미디 영화 부문 남우 주연상 후보에 지명되었다.

## 출연진
- 엘런 버스틴
- 앨런 알다
- 아이번 보너
- 버니 쿠비
- 코즈모 사도